# Vuelos
«Vuelos» es una canción perteneciente a la banda de rock argentino Bersuit Vergarabat. Es el séptimo tema, que forma parte del cuarto disco del grupo, titulado Libertinaje, producido y editado por Gustavo Santaolalla, en el año 1998. 

## Historia
La canción fue escrita por el bajista de la banda, Pepe Céspedes, que emocionado, escribió la letra tras leer el libro El vuelo de Horacio Verbitsky (1995). La letra relata en primera persona por quien cae en los vuelos de la muerte. De forma estremecedora, la canción describe, la oscura práctica llevada a cabo durante el proceso dictatorial, autodenominado Proceso de Reorganización Nacional que gobernó la Argentina entre 1976 y 1983.

"Vos me estás mirando y yo voy a caer, colgado en tu sien..."
Bersuit Vergarabat, en 1998.